# Klin (Západní Tatry)
Klin (polsky Starorobociański Wierch, 2173 m n. m.) je hora v Západních Tatrách na slovensko-polské státní hranici. Nachází se v hlavním hřebeni mezi vrcholy Končistá (1994 m), který je oddělen Račkovým sedlem (1965 m), a Sivá veža (1965 m), který je oddělen Gáborovým sedlem (1938 m). Na jih vybíhá krátká rozsocha oddělující Račkovu dolinu na západě a Gáborovu dolinu na východě. Na severu spadá Klin strmě až 500 m vysokými srázy do závěru Starobociańské doliny. Hora je budována žulami a břidlicemi. Jako první zdolal vrchol v roce 1813 švédský přírodovědec Göran Wahlenberg.

## Přístup
- po červené  turistické značce z Račkova nebo Gáborova sedla

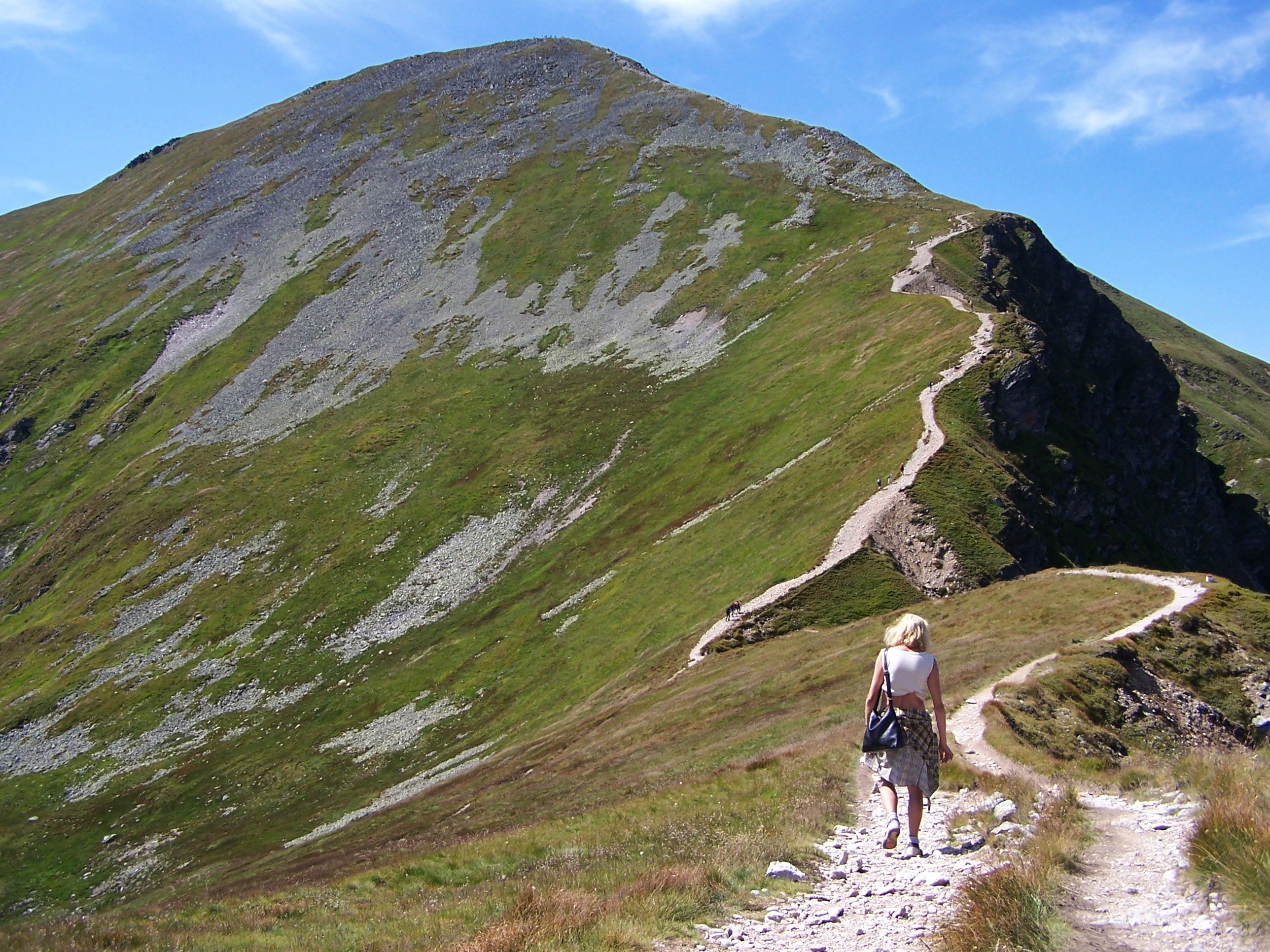
Klin z Gáborova sedla